# Lunenburg
Lunenburg je kanadski lučki grad i sjedište istoimene općine i okruga Lunenburg na južnoj obali kanadske pokrajine Nova Škotska. Lunenburg je smješten na poluotoku zapadne strane zaljeva Mahonne, oko 90 km jugozapadno od granice s općinom Halifax.
Osnovali su ga Englezi tijekom Englesko-micmačkog rata (1749. – 55.), samo četiri godine nakon osnutka Halifaxa, kao jedan od prvih pokušaja da nasele protestante u Novoj Škotskoj. To je rezultiralo ratovima u kojima ih je indijanska katolička Wabanaki konfederacija (Abenaki, Maliseet, Passamaquoddy i Micmac Indijanci) napadala devet puta. Usprkos tomu grad je sačuvao jedinstvenu arhitekturu i društvenu organizaciju koji su najbolji primjer planiranog britanskog kolonijalnog naselja u Sjevernoj Americi. Zbog toga je upisan na UNESCO-ov popis mjesta svjetske baštine u Sjevernoj Americi 1995. godine.

## Povijest
Uski poluotok na kojem je sagrađen Lunenburg je prvi put formalno naseljen 1753. godine kada su njemački, švicarski i francuski protestantski doseljenici (uglavnom iz Montbeliardiana) doseljeni na Novu Škotsku po britanskom kolonizacijskom planu. Stroga mreža ulica je položena na padini strmog brežuljka koji se diže iz luke. To novo naselje je dobilo ime Lunenburg po kraljevskoj kući Brunswick-Lüneberg, od koje su potjecali Hannoverski kraljevi Ujedinjenog Kraljevstva, počevši od Đure I. naselje od 1453 doseljenika, uglavnom njemačkih protestanata koji migrirali u Lunenburg od 1752. – 1753., predstavlja najsjevernije njemačko naselje u Sjevernoj Americi u 18. stoljeću. Njemački običaji i njemački jezik preživjeli su neuobičajeno dugo vremena u Lunenburgu zahvaljujući njegovoj relativnoj izolaciji, ali i snažnoj tradiciji očuvanja narodne baštine.
Tijekom Francusko indijanskog rata (1754. – 63.) Wabanaki konfederacija je devet puta napadala Lunenburg, ali bez nekog velikog uspjeha. Stanovnici su se povukli sa svojih farmi u okolici grada i samo pojačali obranu gradskih utvrda. Grad su opustošili i američki pirati tijekom Američke revolucije, 1775. i 1782. godine. Za vrijeme Britansko-američkog rata 1812. godine stanovnici Lunenbrga su pomagale britansku vojsku izgradnjom brodova koji su opsjedali i otimali američke brodice.
Tijekom 19. stoljeća grad je razvio snažnu gospodarstvo temeljeno na ribolovu i brodogradnji; industrijama koje su se proširile u 20. stoljeću. God. 1850. Lunenburg je poslao prvu flotu ribarskih brodova na Grand Banks, ribom najbogatije područje na svijetu istočno od Newfoundlanda. Do 1870. je izveo revoluciju u industriji uvođenjem „dvostrukih dory” koćarica, a 1920-ih je bio na čelu razvoja prerade svježe ribe u Kanadi. Čak je i danas baza kanadskog najve ćeg prerađivača ribe i flote kočarica za duboko more. Lunenburg je bio, i ostao, važno središte za brodogradnju i srodne industrije. Te je jedna od rijetkih zajednica u Sjevernoj Americi gdje se još uvijek mogu pronaći vještine tradicionalne brodogradnje.

## Znamenitosti
Lunenburg bio drugi britanski kolonijalni „grad-model”, nakon Halifaxa (1749.). Model-grad je bio važan aspekt britanske imperijalne politike za nesmetano djelovanje kolonije koji je izradila Uprave za trgovinu i plantaže. Lunenburški plan iz 1753. je posjedovao sva načela grada-modela: geometrijski pravilne ulice i četvrti s javnim prostorima, doplatkom za utvrđenja i jasnom razlikom između urbanih i ruralnih područja. Od svih njih, danas nisu preživjele samo utvrde.
Grad je iznenađujuće jednobrazan s preko 95% građevina od drveta, uglavnom uporabom tzv. coulisse tehnike gradnje (drveni okvirovi ispunjeni vodoravnim daskama) koja je neuobičajena za Sjevernu Ameriku. Obrazac stambenih građevina se ponavlja u javnim i lučkim građevinama, ali i u crkvama. Grad je mjesto najstarijeg kontinuirano korištenih luteranskih i prezbiterijanskih crkava u Kanadi, od osnutka grada 1753. god. Anglikanska crkva sv. Ivana (St John's Anglican Church) iz 1754. god., druga najstarija protestantska crkva u Kanadi, se smatra najboljim primjerom tzv. „stolarske gotike”.
- Lunenburška luka
- Povijesni brod Bluenose II u luci
- Anglikanska crkva sv. Ivana
- Lunenburška akademija
- Zionsko-luteranska crkva

## Vanjske poveznice
- Službena stranica grada (engl.)
- Panofotografije  Arhivirana inačica izvorne stranice od 2. srpnja 2011. (Wayback Machine) na Patrimonium-mundi.org
- Municipality of the District of Lunenburg - Things to do in the surrounding area (engl.)
- Old Town Lunenburg (Parks Canada)  Arhivirana inačica izvorne stranice od 14. srpnja 2006. (Wayback Machine)

### Ostali projekti
|  | Zajednički poslužitelj ima još gradiva o temi Lunenburg, Nova Scotia |